# Judith Uwizeye
Judith Uwizeye (Ruanda, 20 d'agost de 1979) és una advocada, acadèmica i política ruandesa, que serveix com a ministre de l'oficina del President de Ruanda des del 31 d'agost de 2017. De juliol de 2014 fins a agost de 2017 fou ministre de la funció pública i treball en el govern de Ruanda.
Va obtenir el grau de Bachelor of Laws a la Universitat Nacional de Ruanda en 2006. Aleshores va marxar a la Universitat de Groningen als Països Baixos on es va graduar amb un màster en dret econòmic i empresarial internacional. En 2006 començà a ensenyar a la facultat de dret a la Universitat Nacional de Ruanda a Huye. Des de llavors, la institució es va unir amb altres institucions públiques d'educació superior per convertir-se en Universitat de Ruanda. En el moment del seu nomenament ministerial el 2014, havia ascendit al rang de professor associat en dret econòmic i empresarial internacional.

## Personal
Judith Uwizeye està casada amb Manase Ntihinyurwa, un funcionari duaner de la Rwanda Revenue Authority, i són els pares de dos fills.